# Lambres-lez-Douai
Lambres-lez-Douai é uma comuna francesa na região administrativa de Altos da França, no departamento do Norte. Estende-se por uma área de 8.81 km². Em 2010 a comuna tinha 5 155 habitantes (densidade: 585,1 hab./km²).